# Lusiana
Lusiana település Olaszországban, Veneto régióban, Vicenza megyében. Lakosainak száma 2581 fő (2018. január 1.). Lusiana Asiago, Lugo di Vicenza, Salcedo, Conco és Marostica községekkel határos.

## Népesség
A település népességének változása:

| 2017 | 2 619 |
| 2018 | 2 581 |